# Brant
Brant (con una población de 35,638 a 2011) es una municipalidad de nivel único en la provincia canadiense de Ontario. A pesar de su nombre (condado de Brant), ya no es definido como un condado, ya que ahora todas las municipalidades son tratadas como un nivel único de gobierno. Brant tiene oficinas de servicio en Burford, Paris y Saint George. 
Es una municipalidad pequeña, principalmente rural en el sur de Ontario. Está rodeada por la región de Waterloo, la ciudad de Hamilton, el condado de Haldimand, el condado de Norfolk y el condado de Oxford. Brant mantiene el cinturón verde.
Geográficamente, a ciudad de Brantford esta rodeada por Brant. La unidad geográfica censal de Brant, que incluye Brantford y las reservas de las seis naciones y New Credit, junto con Brant, tiene una población de 136,035 para el censo de 2011.